# آپتون، دورست
آپتون (به انگلیسی: Upton) یک روستا در بریتانیا است که در Lytchett Minster and Upton واقع شده‌است.